# I ett fotoalbum (musikalbum)
I ett fotoalbum är ett studioalbum från 1998 av det svenska dansbandet Lasse Stefanz. På albumlistorna nådde det som högst 10:a plats i Sverige, och 39:e plats i Norge. Låtarna Tomma löften, tomma ord och I ett fotoalbum blev hitlåtarna på Svensktoppen 1997-1998.

## Låtlista
1. I ett fotoalbum (Lars E. Carlsson-Hans Siden)
2. Är det kärlek du behöver (It ain't all over over here) (Al Anderson-Rice-Wilson-Gert Lengstrand)
3. Jag vill ge dig min morgon (Kent Fingal-Lennart Dahlberg)
4. Septemberregn (Thomas G:son)
5. Gamle gosse (Cata Houla) (David Bellamy-Keith Almgren)
6. Toma löften, toma ord (Thomas G:son)
7. Samma sol lyser än (Michael Persson-Doris Magnusson)
8. Du är vinden i mitt segel (Duett Helene Persson och Olle Jönsson) (Anders Ekdahl-Magnus Svensson)
9. Bara en lek (Hans Backström-Peter Bergqvist)
10. Den gamla grinden (Tor Wang-Lennart Dahlberg)
11. Båten till Köpenhamn (Duett Micke Andersen och Olle Jönsson)
12. Ännu blommar kärleken (Dan Henningsson-Arnie Nilsson)
13. Kärlekens sång (Fur den frienden der welt) (A.Weindorf-J.Brunner-K.Brunner-B.Meinunger-Keith Almgren)
14. Dansa natten lång (Dance the night away) (Raol Malo-Lennart Dahlberg)

## Listplaceringar
| Lista (1998) | Position |
| ------------ | -------- |
| Norge        | 39       |
| Sverige      | 10       |

### Fotnoter
1. ↑  ”Dansweb”. Arkiverad från originalet den 5 mars 2016. https://web.archive.org/web/20160305000030/http://www.dans-web.nu/skivor/index.php?pid=view&ref_cd=233. Läst 9 juni 2011.
2. ↑  Placering på den norska albumlistan
3. ↑  Placering på den svenska albumlistan